# Cousinia leptocephala
Cousinia leptocephala là một loài thực vật có hoa trong họ Cúc. Loài này được Fisch. & Mey. mô tả khoa học đầu tiên năm 1839.